# Les Aventures de Phoebe Zeit-Geist
Pour les articles homonymes, voir Zeitgeist (homonymie).

Les Aventures de Phoebe Zeit-Geist est une bande dessinée érotique d'origine américaine publiée en France en 1967 et 1969.
- Dessins : Frank Springer
- Scénario : Michael O’Donoghue

## Histoire
Très fortement inspirée par le personnage de Barbarella de Jean-Claude Forest, la série raconte les aventures surréalistes et érotiques d’une jeune femme de vingt-quatre ans, fille d’un aristocrate Serbe et élevée au Tibet septentrional où elle apprit les arts martiaux.

Cette science du combat ne lui est pourtant d’aucun secours puisque la pauvre fille se trouve ballottée d’aventure en aventure au gré du hasard et de la concupiscence des individus masculins qu’elle rencontre. Dès la première planche, elle est prisonnière et obligée de se dénuder sous la menace de la badine d’un féroce nazi égaré dans le désert californien. L’histoire se poursuit selon ce schéma sado-masochiste, l’héroïne étant successivement capturée par différents individus n’ayant pour objectif que de la soumettre en jouant de sa complaisance.

## Publication
Cette bande dessinée est parue en 1967-68 dans la revue littéraire américaine Evergreen Review. En France, les deux premiers épisodes de la série ont été publiés en 1967 dans les numéros 7 et 8 de la revue Plexus. En juillet 1969, les éditions Éric Losfeld publièrent l’intégralité de l'histoire en album.

### Traduction
- Les Aventures de Phoebe Zeit-Geist - Traduit de l'américain par Jean-Louis Brau - Eric Losfeld, 1969